# Jozef Hajmacher
Jozef Hajmacher (9. listopadu 1925 – 14. listopadu 1987) byl slovenský a československý politik Komunistické strany Slovenska a poúnorový poslanec Národního shromáždění ČSSR a Sněmovny lidu Federálního shromáždění.

## Biografie
Ve volbách roku 1964 byl zvolen za KSS do Národního shromáždění ČSSR za Východoslovenský kraj. V Národním shromáždění zasedal až do konce volebního období parlamentu v roce 1968. K roku 1968 se profesně uvádí jako tajemník Okresního výboru KSS z obvodu Bardejov.
Po federalizaci Československa usedl roku 1969 do Sněmovny lidu Federálního shromáždění (volební obvod Bardejov), kde setrval do konce volebního období parlamentu, tedy do voleb roku 1971.